# (32479) 2000 SL312
2000 SL312 (asteroide 32479) é um asteroide da cintura principal. Possui uma excentricidade de 0.19020280 e uma inclinação de 14.19618º.
Este asteroide foi descoberto no dia 27 de setembro de 2000 por LINEAR em Socorro.